# Ulak Lebar (Tanjung Sakti Pumi)
Ulak Lebar is een bestuurslaag in het regentschap Lahat van de provincie Zuid-Sumatra, Indonesië. Ulak Lebar telt 565 inwoners (volkstelling 2010).